# Pavel Vácha
Pavel Vácha (11. června 1940 Praha – 12. února 2021 Praha) byl český fotograf.

## Život
Vystudoval geologii na střední škole a několik let pracoval jako geolog. V letech 1963–1967 pracoval souběžně jako fotoreportér deníku Československý sport. Studoval fotografii na Filmové a televizní fakultě Akademie múzických umění v Praze, studium zakončil v roce 1971. Spolupracoval s časopisy Mladý svět a Květy. V roce 1979 se oženil s Věrou Hlaďovou. Spolu měli dvě děti. V roce 1992 krátce spolupracoval s deníkem Prostor.

## Dílo
Spektrum témat, která fotografoval, bylo široké:
- sportovní fotografie, například jako první český fotoreportér fotografoval závody Formule 1
- reportážní fotografie
- divadelní fotografie (Divadlo Na zábradlí, Divadlo Semafor, Divadlo Ypsilonka)
- portrétní fotografie (Otakar Kubín-Coubine, Kamil Lhoták, Jiří Mucha, Ota Pavel, Vladimír Preclík, Jaroslav Seifert, Josef Sudek, Běla Suchá, Karel Šiktanc, Josef Šíma, František Vláčil, Jan Zrzavý a další)[2]
- reportáže z hudebního prostředí (jazzové a rockové koncerty)
- dokumentace filmového natáčení (například František Vláčil: Sirius)[3]

## Výstavy (výběr)
- 1968 Pavel Vácha: Fotografie, Malá galerie Československého spisovatele, Praha
- 1977 Pavel Vácha: Fotografie, Středočeské muzeum, Roztoky
- 1981 Pavel Vácha: Fotografie, Rodný dům Václava Šolce, Sobotka
- 1983 Pavel Vácha: Městská krajina – fotografie, Galerie Karolina, Praha
- 1987 Pavel Vácha: Městská krajina – fotografie, Galerie Karolina, Praha
- 1987 Pavel Vácha: Fotografie / masky, Galerie Foma, Praha
- 2003 Pavel Vácha: 24 hodin, Malá galerie České spořitelny, Kladno
- 2004 Výstava fotografií pana Pavla Váchy u příležitosti 10. narozenin společnosti Cecopra, Hotel Mercure, Praha
- 2005 Pavel Vácha: Lidé, které jsem potkal I., Galerie u Lávky, Praha
- 2014 Pavel Vácha, Klub Koníček, Praha
- 2014 Pavel Vácha: Fotografovy vzpomínky na Václava Havla 1963–2011, Městské muzeum a galerie, Vodňany
- 2016 Pavel Vácha: Václav Havel, Spolkový dům – galerie, Kutná Hora
- 2017 Pavel Vácha: 77 portrétů, Galerie Malovaný dům, Třebíč
- 2019 Pavel Vácha: Devítkové paralely, kostel sv. Jana Nepomuckého, Kutná Hora
- 2020 Pavel Vácha: Jak jsem fotografoval Otakara Kubína, Galerie výtvarného umění, Hodonín[4]

## Publikace (výběr)
- LEDVINKA, Milan. Rumburk : historie, zajímavosti, čísla a fakta, adresy, plánek = Geschichte, Sehenswerte Stätten, Zahlen und Tatsachen, Adressen, Plan. Ilustrace Pavel Vácha. Praha: Pressfoto pro Městský úřad v Rumburku, 1992?. 16 s. ISBN 80-7046-043-1. (cs, de)
- KRATINOVÁ, Vlasta; SAMEK, Bohumil; STEHLÍK, Miloš. Telč : historické město jižní Moravy. Ilustrace Pavel Vácha a Alexandr Paul. Praha: Odeon, 1992. 187 s. (Památky. Městské památkové rezervace; sv. 39). ISBN 80-207-0381-0.
  - vyšlo též v angličtině (ISBN 80-207-0380-2) a v němčině (ISBN 80-207-0379-9)
- BACH, Erle. Riesengebirge : Rübezahls böhmisch-schlesisches Reich. Ilustrace Pavel Vácha. Würzburg: Kraft, 1993. 157 s. ISBN 3-8083-2025-7. (německy)